# Księżno, Bartoszycki
Księżno [ˈkɕɛ̃ʐnɔ] (tiếng Đức: Fürstenau) là một ngôi làng thuộc khu hành chính của Gmina Bisztynek, thuộc hạt Bartoszycki,  Warmińsko-Mazurskie, ở miền bắc Ba Lan. Nó nằm khoảng 5 kilômét (3 mi)   về phía tây nam của Bisztynek, 23 km (14 mi) phía nam Bartoszyce và 37 km (23 mi) về phía đông bắc của thủ đô khu vực Olsztyn.